# Куницуна Утагава
Куницуна Утагава (1805—1868) — японский художник. Работал в жанре: муся-э.

## Биография
Куницуна Утагава был представителем третьего поколения художников школы Утагава. Он обучался у известного мастера и ученика основателя школы Тоёхару Утагава. О жизни Куницуна практически не осталось сведений, но осталось большое количество работ, занявших достойное место в экспозициях мировых художественных музеев.

## Творчество
В своих работах художник обратился к жанру муся-э. Творчество Куницуна Утагава — воплощенный образ военной истории Японии, ее великих побед и поражений, междоусобных битв и временных перемирий, легендарных полководцев и самураев, героев исторических хроник и мифологических преданий. В 1863 году Куницуна Утагава принял участие в масштабном проекте под названием «Токайдо мэйсо но уси» (Памятные места Токайдо). Он был задуман в память о великих подвигах влиятельного клана Токугава, установившего более чем на 250 лет долгожданный мир в стране.